# Intel 80486DX2

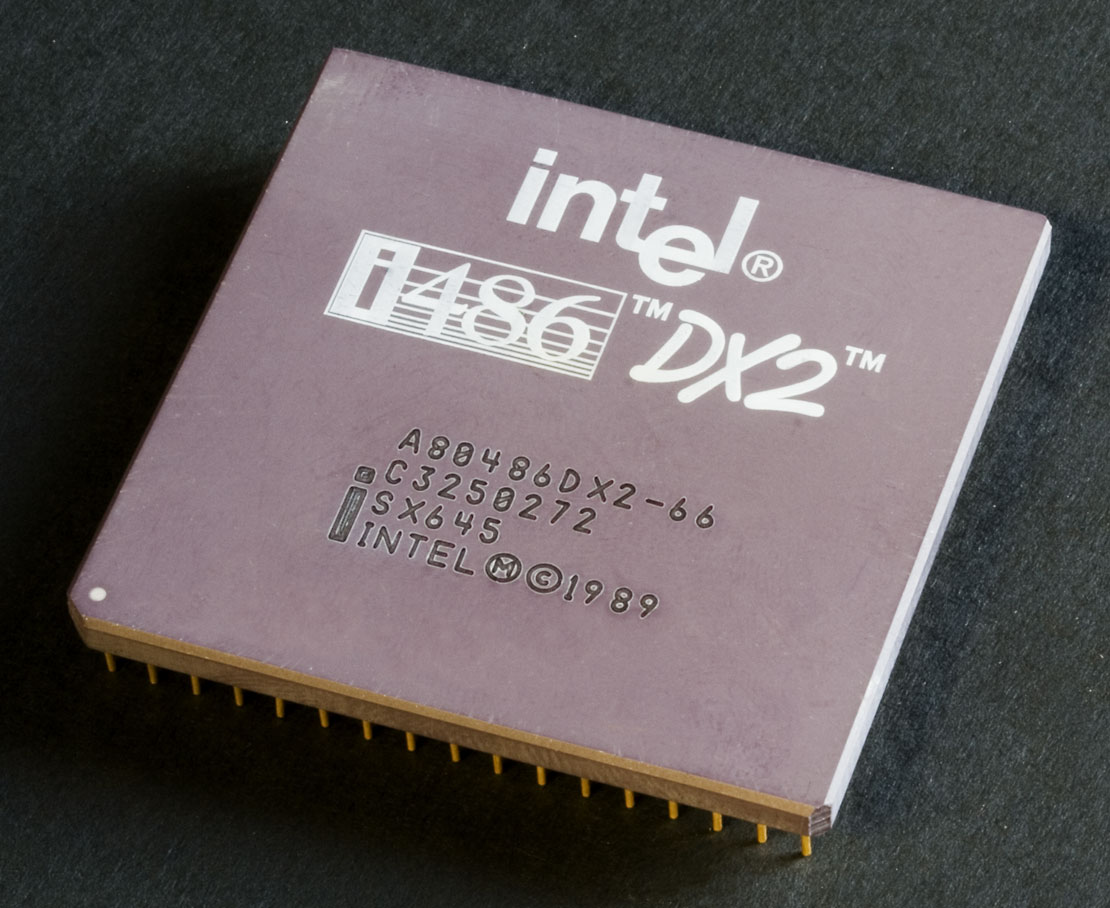
Intel i486DX2-66, pohled shora

Intel 80486DX2 (později přejmenován na i486DX2) je mikroprocesor společnosti Intel, který se používal v počítačích v letech 1994 až 1997. Procesor i486DX2 byl téměř identický s i486DX, ale vnitřní kmitočet měl dvojnásobek taktovací frekvence.
Pro mnoho hráčů videoher se v devadesátých letech 20. století, na konci herní éry MS-DOS, stal i486DX2 velmi populárním. Často spojený byl s 8 až 16 MB RAM a video kartou VLB. Kapacita CPU byla v té době více než dostatečná a tak umožňovala bezproblémově hrát herní tituly i o několik let později a procesor se stal tzv. „sweet spot“ ve výkonu CPU a dlouhověkosti.

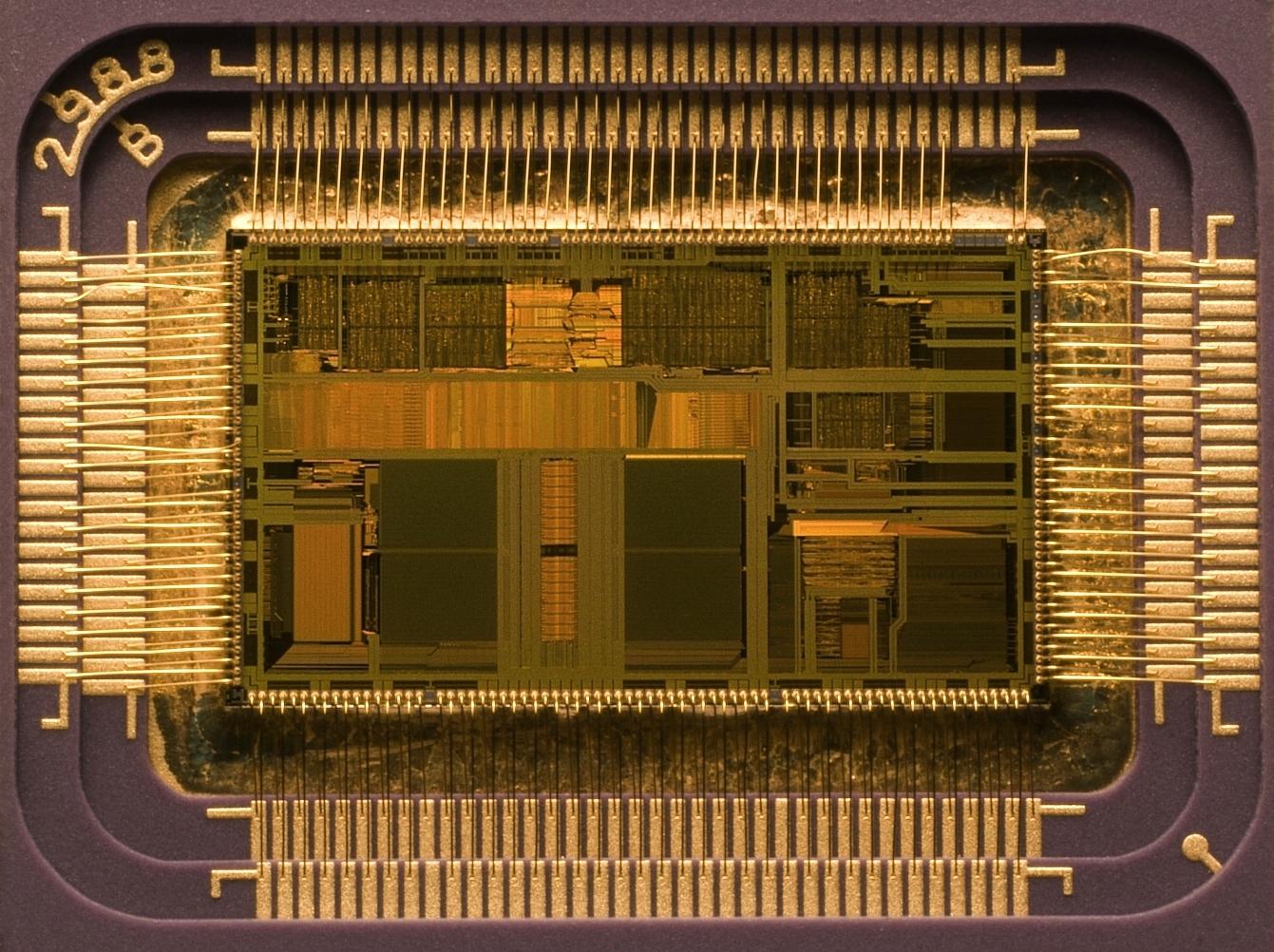
Jádro i486DX2-66
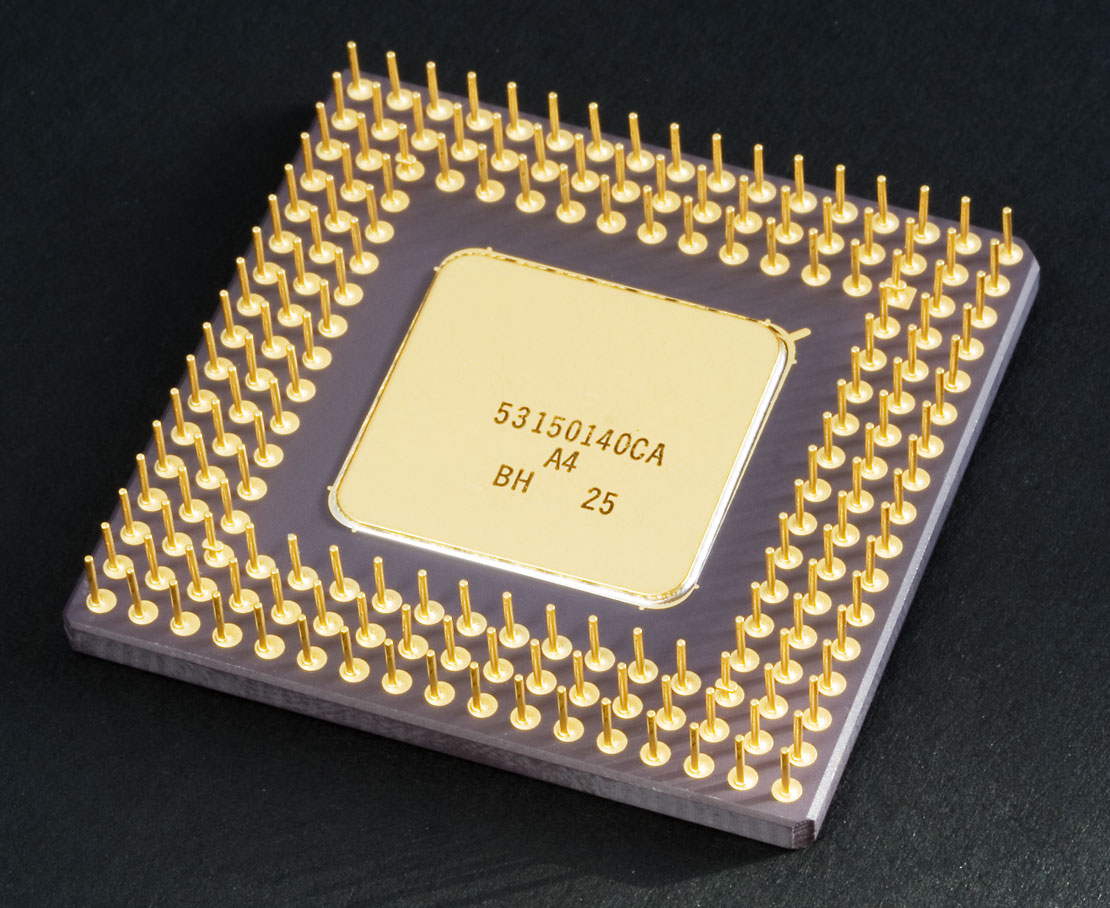
Pohled zespodu
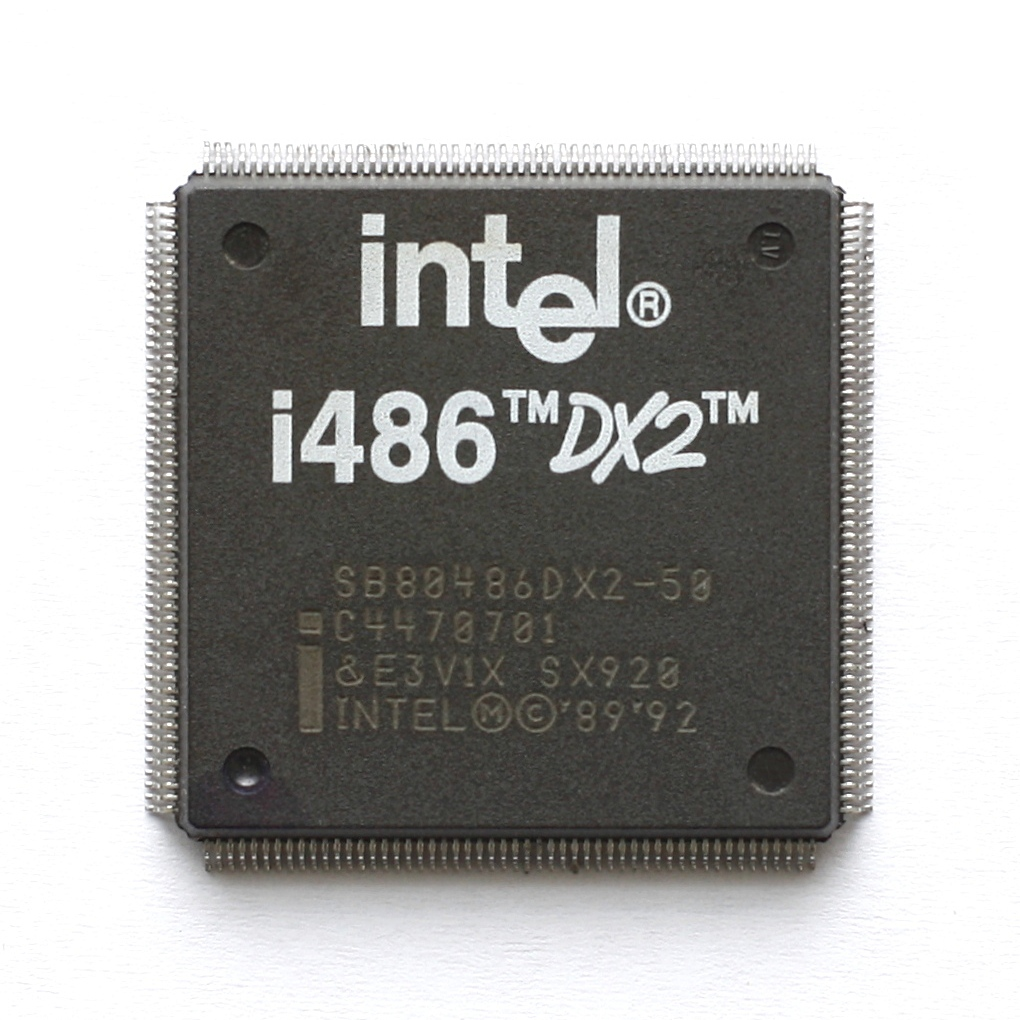
i486DX2 s SL rozšířením (SQFP verze)